# 七星岩摩崖石刻
23°04′32″N 112°28′17″E / 23.07556°N 112.47139°E
七星岩摩崖石刻位于中国广东省肇庆市端州区肇庆星湖旅游景区内，共有摩崖石刻531题，其中唐代4题、宋代80题、元代13题、明代146题、清代117题、民国10题、当代117题和年代不详44题，主要集中在石室岩和玉屏岩，有333题在石室洞内。1957年列为广东省重点文物保护单位；2001年列为第五批全国重点文物保护单位。
七星岩摩崖石刻有汉、满、西班牙等多种文字，汉文有篆、隶、楷、行、草等不同字体，字大者逾丈，小者仅半寸。石刻直接或间接记载了如景区建设、寺庙修建、洪水、经济、历代官职、军事等情况。石刻文体多样，有诗、词、歌、赋、对联、题记，其中数量最多的是诗，共有252首。
年代最久远且最著名的石刻是唐开元十五年（727年）李邕在石室洞口留下的《端州石室记》，其他著名的书写者有李绅、包拯、张显祖、俞大猷、屈大均、朱德、叶剑英、陈毅、郭沫若等。